# Julius Hanauer

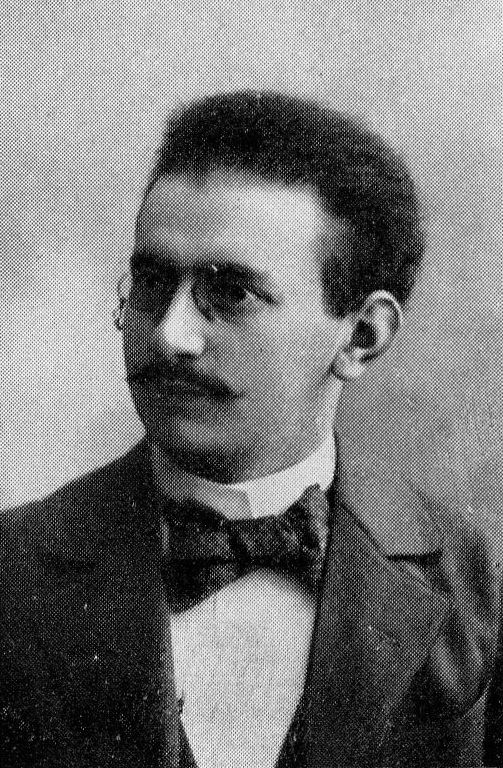
Julius Hanauer (1906)

Julius Hanauer (* 21. September 1872 in Mannheim; † 19. April 1942 in Łódź) war ein deutscher Bibliothekar und Esperantist.

## Werdegang
Hanauer kam als Sohn des Kaufmanns Adolf Hanauer und dessen Ehefrau Hermine, geborene Kauffmann, zur Welt. Er besuchte das Humanistische Gymnasium und studierte an den Universitäten in Würzburg und Berlin sowie an der Technischen Hochschule Hannover und der Akademie für Sozialwissenschaften in Frankfurt am Main. In den Jahren 1895/96 war er unter Wilhelm Conrad Röntgen Assistent am Physikalischen Institut der Universität Würzburg. Während dieser Zeit bereitete er seine Promotionsschrift vor, die er 1896 vorlegte.
Er stand seit 1896 in ständigem Briefwechsel mit Wilhelm Ostwald. Während seiner Arbeit in Brüssel bei Paul Otlet und Henri La Fontaine in der »Societé des Etudes Sociales et Politiques«, später »International Office of Bibliography«, lernte er die Dezimalklassifikation kennen.
Schon 1918 hatte er vorgeschlagen, Hollerith-Maschinen zur Verarbeitung bibliographischer Information einzusetzen.
Von 1918 bis 1935 arbeitete Hanauer in einer Abteilung der Allgemeinen Elektricitäts-Gesellschaft (AEG) in Berlin, die als „Literarisches Büro“ bezeichnet wurde. Dort wurden alle firmenrelevanten technischen und wirtschaftlichen Informationen gesammelt. Das Büro hatte auch die Funktion einer heutigen PR-Agentur. Bei der AEG hatte Hanauer den Spitznamen „Heiliger Franziskus der Dezimalklassifikation“.
Nachdem er 1896 Esperanto gelernt hatte, wurde er stellvertretender Vorsitzender des Deutschen Esperanto-Bundes und später Ehrenmitglied der Esperanto-Gruppe in Frankfurt am Main. Er gilt als Autor der anonymen Broschüre Germanaj fremdvortradikoj en Esperanto.
Hanauer nahm 1905 am 1. Esperanto-Kongress teil und wurde als eines der 98 Mitglieder des Sprachkomitees (Lingva Komitato) gewählt. Auf dem 4. Esperanto-Kongress in Dresden führte er ein neuartiges Lehrsystem für Esperanto vor. Später entwickelte er eine Lehrmethode, die Filmmaterial einsetzte, das er auf dem Weltkongress 1929 vorführte.
Zwischen 1910 und 1913 war Hanauer Sekretär einer Gründungsorganisation der Sozialistischen Abstinenteninternationale mit Sitz in Brüssel.
Hanauer wurde am 20. Oktober 1941 von Frankfurt am Main aus in das Ghetto Litzmannstadt deportiert, wo er am 19. April 1942 Opfer des Holocaust wurde.

## Schriften (Auswahl)
- Über die Abhängigkeit der Capacität eines Condensators von der Frequenz der benutzten Wechselströme, Würzburg, Phil. Diss. 1897.
- Dezimalklassifikation. In: Zentralblatt für Bibliothekswesen, Jg. 45,  1928, S. 503–514.
- Eindrücke von der Jahresversammlung des Internationalen Bibliographischen Instituts (Brüssel) am 17. und 18. September 1928. In: Börsenblatt für den Deutschen Buchhandel, Jg. 95, 1928, Nr. 295, 20. Dezember 1928, Redaktioneller Teil, S. 1379–1380 (online).
- Zeitschriftenprobleme und ihre Lösung im literarischen Büro der A. E. G., Purmerend: J. Muusses 1928 (Nederlands Instituut voor Documentatie en Registratuur (Den Haag): Publicatie; 17).
- Rationalisierung der Zeitschriftenverwaltung. In: Zentralblatt für Bibliothekswesen, Jg. 49, 1932, S. 543–547.